# Србија на Песми Евровизије
Србија је први пут као самостална држава учествовала на Песми Евровизије 2007. у Хелсинкију, у Финској. Представник Србије била је Марија Шерифовић која је са песмом Молитва освојила 268 поена и тиме заузела прво место.

## Историја
У оквиру СФРЈ, Србија је имала 4 представника на Песми Евровизије и то 1974, 1982 и 1991. Због санкција од 1992. до 2003, Савезна Република Југославија имала је представника на фестивалу само 1992.
На избору за Песму Евровизије 2004, године националним избором за представника тадашње државне заједнице Србије и Црне Горе изабран је српски извођач Жељко Јоксимовић са нумером Лане моје. У полуфиналу је са 263 поена освојио прво место, док је на финалној вечери са истим бројем поена заузео друго место.
Пре такмичења 2022, Србија је тринаест пута учествовала на Песми Евровизије од свог првог појављивања 2007, победивши на такмичењу са својом дебитантском песмом „Молитва“ у извођењу Марије Шерифовић. Од 2007. године, Србија се нашла у финалу 10 од могућих 13 пута. 9 пута се квалификовала за финале, док је једанпут била аутоматски пласирана за финале. Србија није успела да се квалификује 2009, 2013. и 2017. године и то увек са малом маргином поена. Српски представник на Песми Евровизије 2022, Констракта са песмом „In corpore sano“, се пласирала у финале и завршила на феноменалном 5.месту са 312 поена(87 поена од жирија и 225 од публике).
Српски национални емитер, Радио-телевизија Србије (РТС), емитује такмичење у Србији и организује процес селекције песме која ће представљати Србију. У периоду од 2007. до 2009, Србија је користила фестивал Беовизија да изабере своје представнике. После неуспеха 2009. са песмом „Ципела” коју изводе Марко Кон и Милан, Србија мења свој приступ и интерно бира композитора или композиторе који пишу више песама за пар извођача. Овај систем се користио 2010, 2011. и 2015. РТС је 2010. одабрао Горана Бреговића да компонује песме за национално финале са три извођача, док су 2011. Корнелије Ковач, Александра Ковач и Кристина Ковач добили задатак да компонују по једну песму. 2012. године, РТС интерним избором бира Жељка Јоксимовића и песму „Није љубав ствар", којом обезбеђује треће место, други најбољи резултат Србије до тад. 2013. године РТС се вратио на формат отвореног националног финала и организовао такмичење Беосонг. Победничка песма Беосонга „Љубав је свуда” коју је извела група Моје 3, није успела да се пласира у финале. РТС је 2015. године одабрао Владимира Граића, композитора српске победничке песме из 2007, да искомпонује песме за национално финале са три извођача. РТС је интерно одабрао српске извођаче 2016. и 2017. године одлуком музичких уредника РТС-а. Од 2018. до 2020. године, РТС се вратио коришћењу Беовизије како би одабрао својег представника. Србија се квалификовала 2018. и 2019. године. Након отказивања такмичења 2020, победник Беовизије 2020. Hurricane је интерно одабран од стране РТС-а да представља Србију 2021. године, са песмом која је такође интерно одабрана. Од 2022. године користи се Песма за Евровизију као избор српског представника на Песми Евровизије.
РТС је 22. новембра 2013. објавио да неће учествовати на Песми Евровизије 2014. због финансијских разлога. То је била једина година од 2007. да Србија није учествовала.

## Представници
Србија је свој деби на Песми Евровизије као независна држава имала 2007. године у Хелсинкију. Марија Шерифовић је представљала Србију са песмом Молитва, са којом је и однела победу. Србија је закључно са 2022. једина држава која је победила са својом дебитантском песмом. 1956. године на првој Песми Евровизије, Швајцарска је победила на свом дебитантском учешћу, али не са својом дебитантском песмом, пошто је то била друга Швајцарска песма на тој Евровизији. Молитва је закључно са 2023. најбољи српски резултат на Песми Евровизије. Србија је била домаћин Евровизије 2008., које је било одржано у Београдској арени. Те године су први пут одржана два полуфинала и финале.
| Година | Извођач(и)            | Песма            | Финале            | Поени             | Полуфинале       | Поени            |
| ------ | --------------------- | ---------------- | ----------------- | ----------------- | ---------------- | ---------------- |
| 2007   | Марија Шерифовић      | Молитва          | 1.                | 268               | 1.               | 298              |
| 2008   | Јелена Томашевић      | Оро              | 6.                | 160               | Земља домаћин    | Земља домаћин    |
| 2009   | Марко Кон и Милан     | Ципела           | Нису се пласирали | Нису се пласирали | 10.              | 60               |
| 2010   | Милан Станковић       | Ово је Балкан    | 13.               | 72                | 5.               | 79               |
| 2011   | Нина                  | Чаробан          | 14.               | 85                | 8.               | 67               |
| 2012   | Жељко Јоксимовић      | Није љубав ствар | 3.                | 214               | 2.               | 159              |
| 2013   | Моје 3                | Љубав је свуда   | Нису се пласирали | Нису се пласирали | 11.              | 46               |
| 2014   | Није учествовала      | Није учествовала | Није учествовала  | Није учествовала  | Није учествовала | Није учествовала |
| 2015   | Бојана Стаменов       |                  | 10.               | 53                | 9.               | 63               |
| 2016   | Сања Вучић ЗАА        |                  | 18.               | 115               | 10.              | 105              |
| 2017   | Тијана Богићевић      |                  | Нису се пласирали | Нису се пласирали | 11.              | 98               |
| 2018   | Сања Илић и Балканика | Нова деца        | 19.               | 113               | 9.               | 117              |
| 2019   | Невена Божовић        | Круна            | 18.               | 89                | 7.               | 156              |
| 2020   | Hurricane             |                  | Отказано          | Отказано          | Отказано         | Отказано         |
| 2021   | Hurricane             |                  | 15.               | 102               | 8.               | 124              |
| 2022   | Констракта            | In corpore sano  | 5.                | 312               | 3.               | 237              |
| 2023   | Luke Black            | Само ми се спава | 24.               | 30                | 10.              | 37               |
| 2024   | Teya Dora             | Рамонда          | 17.               | 54                | 10.              | 47               |
| 2025   | Принц                 | Мила             | Нису се пласирали | Нису се пласирали | 14.              | 28               |
| 2026   |                       |                  |                   |                   |                  |                  |

## Гласање (2007—2025)
Детаљније: Гласање за Србију на Евровизији

Србија је у финалним вечерима највише поена дала:
| Ранг | Држава              | Поени |
| ---- | ------------------- | ----- |
| 1    | Италија             | 86    |
| 2    | Русија              | 73    |
| 3    | Мађарска            | 68    |
| 4    | Украјина            | 66    |
| 5    | Босна и Херцеговина | 61    |

Србија је у финалним вечерима највише поена добила од:
| Ранг | Држава             | Поени |
| ---- | ------------------ | ----- |
| 1    | Хрватска           | 157   |
| 2    | Северна Македонија | 150   |
| 3    | Словенија          | 144   |
| 4    | Црна Гора          | 136   |
| 5    | Швајцарска         | 110   |

Србија је 12 поена у финалним вечерима дала:
| Година | Година  | Држава              | Извођач                         | Песма                 | Пласман          | Поени            |
| ------ | ------- | ------------------- | ------------------------------- | --------------------- | ---------------- | ---------------- |
| 2007   | 2007    | Мађарска            | Магди Ружа                      | Unsubstantial Blues   | 9.               | 128              |
| 2008   | 2008    | Босна и Херцеговина | Лака                            | Покушај               | 10.              | 110              |
| 2009   | 2009    | Босна и Херцеговина | Регина                          | Бистра вода           | 9.               | 106              |
| 2010   | 2010    | Босна и Херцеговина | Вукашин Брајић                  | Thunder and Lightning | 17.              | 51               |
| 2011   | 2011    | Босна и Херцеговина | Дино Мерлин                     | Love in Rewind        | 6.               | 125              |
| 2012   | 2012    | БЈР Македонија      | Калиопи                         | Црно и бело           | 13.              | 71               |
| 2013   | 2013    | Данска              | Емели де Форест                 | Only Teardrops        | 1.               | 281              |
| 2014   | 2014    | Није учествовала    | Није учествовала                | Није учествовала      | Није учествовала | Није учествовала |
| 2015   | 2015    | Црна Гора           | Кнез                            | Адио                  | 13.              | 44               |
| 2016   | жири    | Украјина            | Џамала                          | 1944                  | 1                | 534              |
| 2016   | публика | Русија              | Сергеј Лазарев                  | You Are The Only One  | 3.               | 491              |
| 2017   | жири    | Португал            | Салвадор Собрал                 | Amar pelos dois       | 1.               | 758              |
| 2017   | публика | Мађарска            | Јоци Папи                       | Origo                 | 8.               | 200              |
| 2018   | жири    | Шведска             | Бењамин Ингросо                 | Dance You Off         | 7.               | 274              |
| 2018   | публика | Мађарска            | АWS                             | Viszlát nyár          | 21.              | 93               |
| 2019   | жири    | Северна Македонија  | Тамара Тодевска                 | Proud                 | 7.               | 305              |
| 2019   | публика | Северна Македонија  | Тамара Тодевска                 | Proud                 | 7.               | 305              |
| 2020   | 2020    | Отказано            | Отказано                        | Отказано              | Отказано         | Отказано         |
| 2021   | жири    | Француска           | Барбара Прави                   | Voilà                 | 2.               | 499              |
| 2021   | публика | Италија             | Måneskin                        | Zitti e buoni         | 1.               | 524              |
| 2022   | жири    | Азербејџан          | Nadir Rustamli                  | Fade To Black         | 16.              | 106              |
| 2022   | публика | Молдавија           | Zdob şi Zdub & Advahov Brothers | Trenuleţul            | 7.               | 253              |
| 2023   | жири    | Словенија           | Joker Out                       | Carpe Diem            | 21.              | 78               |
| 2023   | публика | Финска              | Керије                          | Cha Cha Cha           | 2.               | 526              |
| 2024   | жири    | Хрватска            | Baby Lasanga                    | Rim Tim Tagi Dim      | 2.               | 547              |
| 2024   | публика | Хрватска            | Baby Lasanga                    | Rim Tim Tagi Dim      | 2.               | 547              |
| 2025   | жири    | Француска           | Луан                            | Maman                 | 7.               | 230              |
| 2025   | публика | Естонија            | Tommy Cash                      | Espresso macchiato    | 3.               | 356              |
| 2026   |         |                     |                                 |                       |                  |                  |

## Организовање Песме Евровизије
| Година | Град    | Место одржавања  | Водитељ(и)                         |
| ------ | ------- | ---------------- | ---------------------------------- |
| 2008   | Београд | Београдска арена | Јована Јанковић и Жељко Јоксимовић |

## Друге награде

### Марсел Безенсон награде
| Година | Песма           | Извођач          | Пласман | Поени | Град     |
| ------ | --------------- | ---------------- | ------- | ----- | -------- |
| 2007.  | Молитва         | Марија Шерифовић | 1.      | 268   | Хелсинки |
| 2022.  | In corpore sano | Констракта       | 5.      | 312   | Торино   |

### Победе по гласовима чланова ОГАЕ
| Година | Песма   | Извођач          | Пласман | Поени | Град     |
| ------ | ------- | ---------------- | ------- | ----- | -------- |
| 2007.  | Молитва | Марија Шерифовић | 1.      | 268   | Хелсинки |

## Друге улоге
| Година     | Шеф делегације | Реф.          |
| ---------- | -------------- | ------------- |
| 2007—2009. | Ања Рогљић     |               |
| 2010—2016. | Драган Илић    | [ 21 ]        |
| 2017—2022. | Ања Рогљић     | [ 22 ] [ 23 ] |
| 2023—      | Урош Марковић  | [ 24 ]        |

| Година | Коментатор                                                                                     | Презентер гласова       |
| ------ | ---------------------------------------------------------------------------------------------- | ----------------------- |
| 2007.  | Душка Вучинић (обе вечери)                                                                     | Маја Николић            |
| 2008.  | Драган Илић Младен Поповић (све три вечери)                                                    | Душица Спасић           |
| 2009.  | Драган Илић (прво полуфинале) Душка Вучинић (друго полуфинале и финале)                        | Јована Јанковић         |
| 2010.  | Душка Вучинић (прво полуфинале и финале) Драган Илић (друго полуфинале)                        | Маја Николић            |
| 2011.  | Душка Вучинић (прво полуфинале и финале) Драган Илић (друго полуфинале)                        | Душица Спасић           |
| 2012.  | Драган Илић (прво полуфинале) Душка Вучинић (друго полуфинале и финале)                        | Маја Николић            |
| 2013.  | Душка Вучинић (прво полуфинале) Марина Николић (друго полуфинале) Силвана Грујић (финале)      | Маја Николић            |
| 2014.  | Силвана Грујић (све три вечери) Драган Илић (финале)                                           | Србија није учествовала |
| 2015.  | Душка Вучинић (прво полуфинале и финале) Силвана Грујић (друго полуфинале)                     | Маја Николић            |
| 2016.  | Драган Илић (прво полуфинале) Душка Вучинић (друго полуфинале и финале)                        | Драгана Косјерина       |
| 2017.  | Силвана Грујић и Олга Капор (прво полуфинале) Душка Вучинић (друго полуфинале и финале)        | Сања Вучић              |
| 2018.  | Силвана Грујић и Тамара Петковић (прво полуфинале) Душка Вучинић (друго полуфинале и финале)   | Драгана Косјерина       |
| 2019.  | Душка Вучинић (прво полуфинале и финале) Тамара Петковић и Катарина Епштајн (друго полуфинале) | Драгана Косјерина       |
| 2021.  | Душка Вучинић (све три вечери)                                                                 | Драгана Косјерина       |
| 2022.  | Силвана Грујић (прво полуфинале) Душка Вучинић (друго полуфинале и финале)                     | Драгана Косјерина       |
| 2023.  | Душка Вучинић (све три вечери)                                                                 | Драгана Косјерина       |
| 2024.  | Душка Вучинић (све три вечери)                                                                 | Ана Ђурић (Констракта)  |
| 2025.  | Душка Вучинић (све три вечери)                                                                 | Драгана Косјерина       |
| 2026.  |                                                                                                |                         |